# Andréia Horta
Andréia Horta (Juiz de Fora, 1983. július 27. –) brazil színész, költő és televíziós színész. 
2005 óta szerepel főleg szappanoperákban és filmekben, költőként eddig nem ért el jelentősebb sikereket.

## Filmográfia
| Év        | Cím              | Szerep            | Megjegyzés           |
| --------- | ---------------- | ----------------- | -------------------- |
| 2006      | JK               | Márcia Kubitschek | Mini sorozat         |
| 2006–2007 | Alta Estação     | Renata            | Telenovella          |
| 2008      | Alice            | Alice             | tv-sorozat, főszerep |
| 2008      | Chamas da Vida   | Beatriz           | Telenovella          |
| 2010      | A Cura           | Rosângela         | tv-sorozat, főszerep |
| 2011      | Cordel Encantado | Bartira           | Telenovella          |
| 2012      | Amor Eterno Amor | Valéria           | Telenovella          |
| 2013      | Sangue Bom       | Simone            | Telenovella          |
| 2014      | A Teia           | Celeste           | tv-sorozat           |

## Fordítás
- Ez a szócikk részben vagy egészben  az   Andréia Horta című angol Wikipédia-szócikk fordításán alapul.  Az eredeti cikk szerkesztőit annak laptörténete sorolja fel. Ez a jelzés csupán a megfogalmazás eredetét és a szerzői jogokat jelzi, nem szolgál a cikkben szereplő információk forrásmegjelöléseként.